# Spencer Perceval
Spencer Perceval, KC (1 tháng 11 năm 1762 – 11 tháng 5 năm 1812) là một chính khách và là Thủ tướng Anh (4/10/1809 - 11/5/1812). Ông là Thủ tướng Anh duy nhất bị ám sát, khi đang trên đường đến tham dự cuộc điều tra vào các đơn đặt hàng trong Hội đồng.

## Cuộc đời
Spencer Perceval sinh ngày 1 tháng 11 năm 1762 tại Quảng trường Audley, thủ đô Luân Đôn, là con trai thứ hai của John Perceval, thứ hai bá tước Egmont (1711-1770), và vợ thứ hai, bà Catherine (1731-1784), con gái thứ ba của Hòn. Charles Compton và cháu gái của George, thứ tư bá tước của Northampton. Là con trai thứ hai của một cuộc hôn nhân thứ hai, ông đã có rất nhiều người thân (ba những anh và một chị gái lúc sinh của ông, cũng như một người anh trai, Charles George Perceval, và, sau đó, ba chị em gái) nhưng rất ít triển vọng của một thừa kế đủ cho một cuộc sống giải trí.

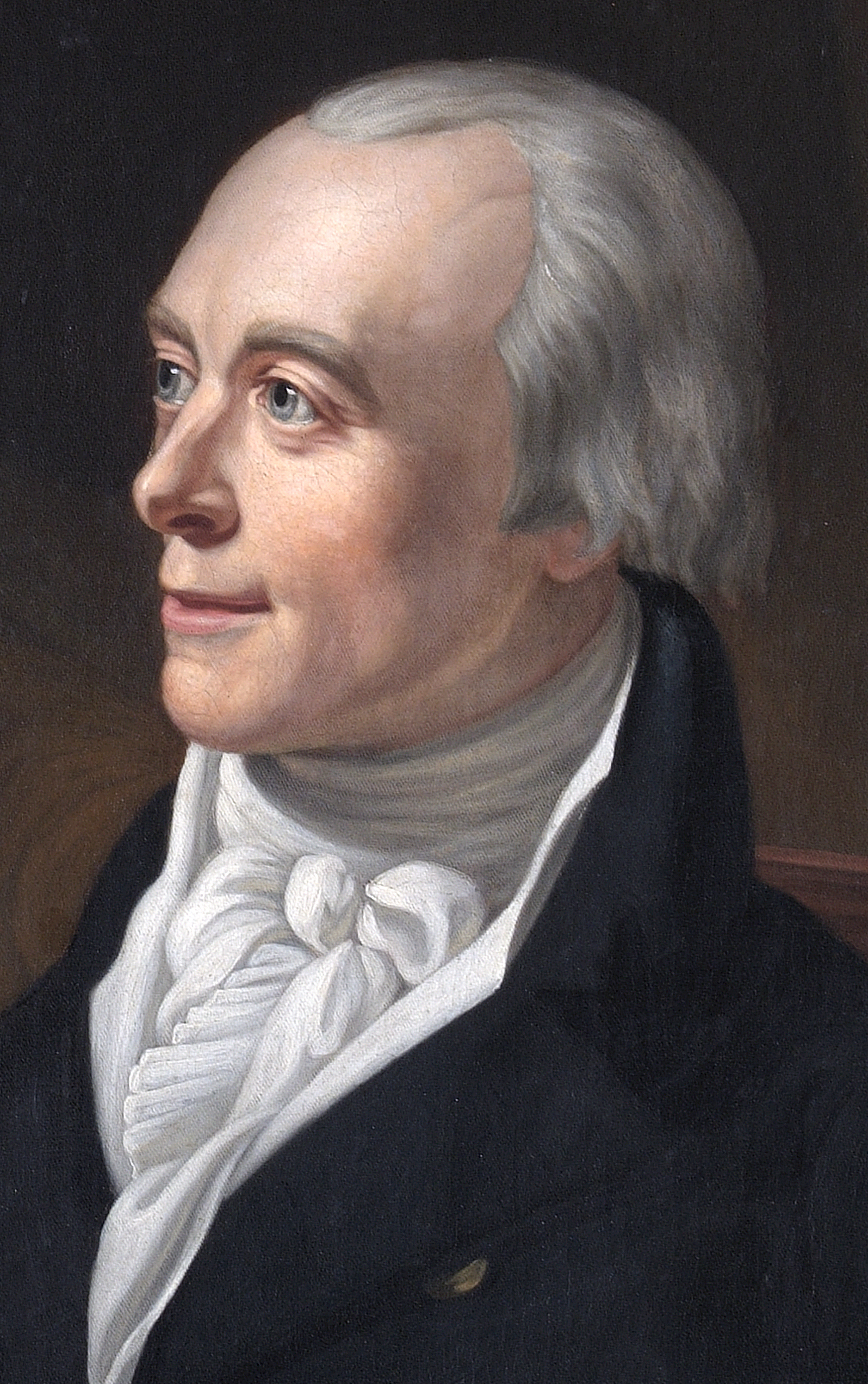
Spencer Perceval khi là Bộ trưởng Tài chính, 31 tháng 3 năm 1807

năm đầu Perceval của đã được chi tiêu cho gia đình trong nhà The Manor của họ trong Charlton, Kent, nhưng vào năm 1774 ông đã được gửi đến Harrow School vào năm 1780 đã nhập Trinity College, Cambridge, lấy bằng Thạc sĩ danh dự vào năm 1782. giáo dục của ông tại cả hai tổ chức được đánh dấu bằng hai chủ đề: công học tập và một cam kết phát triển với Anh giáo của Tin Mừng. Tại Harrow ông đã giành được giải thưởng và được nhớ đến bởi một trong những gia sư của mình để tránh của ông về "đọc rời rạc" và cho 'kiên trì dữ dội "của mình trong việc theo đuổi một sự hiểu biết chính xác của các văn bản quy định. Tại Cambridge, dưới sự giám sát của William Lort Mansel và Thomas Mathias, ông đã giành được giải thưởng lối khoa trương đại học tiếng Anh và đã được ghi nhận cho sự chăm học của mình.
Các Phong Trào Tin Lành mà sau này để phân biệt Perceval từ chạy chung của các chính trị gia chuyên nghiệp phát triển, có vẻ như, càng nhiều từ liên lạc với những người khác như từ chiêm niệm riêng. Một trong những tình bạn gần gũi nhất và lâu dài nhất mà ông thực hiện tại Harrow là với Dudley Ryder, bá tước thứ hai của Harrowby, người đã trở thành một ghi nhận Tin Mừng; người đương thời khác bao gồm hai nổi tiếng với xu hướng đó, các Revd Thomas Gisborne và Thomas Bruce, thứ bảy bá tước tương lai của Elgin. Quan trọng hơn, ông liên quan đến mình chặt chẽ tại Cambridge với một nhóm nhỏ nhưng có ảnh hưởng lớn của Tin Lành, một trong số đó là Revd Isaac Milner.
Trong trường hợp không có bất kỳ phương tiện cá nhân đáng kể trên để lại Cambridge, Perceval cần một nghề nghiệp và thu nhập. Vì thế, ông bước vào Lincoln Inn năm 1783, đã được kêu gọi để thanh ba năm sau đó, và đã qua thực hành với thành công trên mạch trung du, bắt đầu tích lũy bài viết thông qua kết nối của mình. Việc đầu tiên là Phó recordership Northampton, bảo đảm vào năm 1790 do ảnh hưởng của gia đình mẹ mình, người Comptons của Castle Ashby. Những người khác, trong các hình thức của một commissionership của bankrupts và các bài ngồi chơi sơi nước của điều tra viên của meltings và nhân viên bán hàng của bàn là, sau năm 1791 là kết quả của sự ảnh hưởng của người anh trai của mình, Chúa Arden, người đã trở thành một lãnh chúa của Admiralty trong quản lý của Brad Pitt.

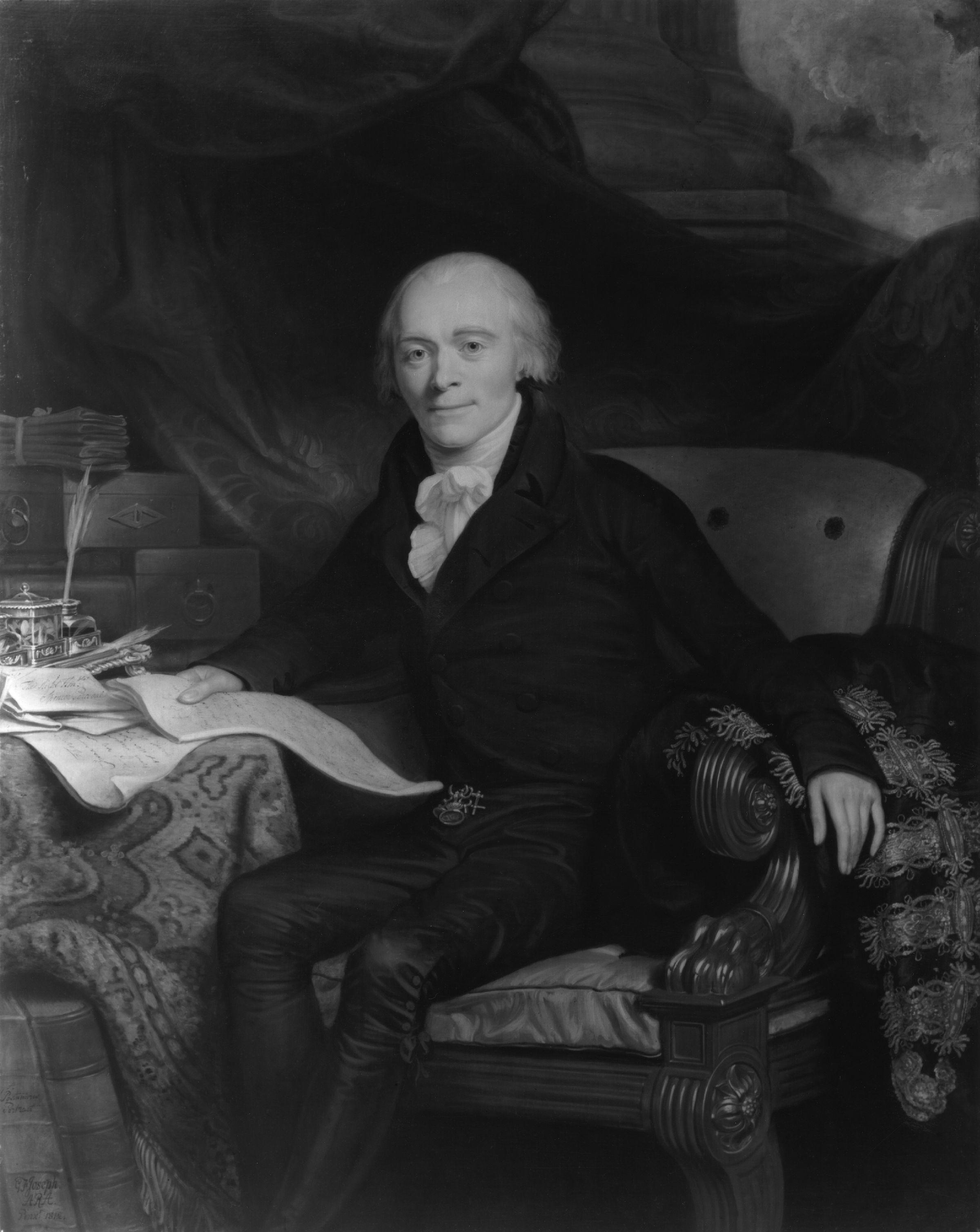
Perceval năm 1811

Đó là vào thời điểm quan trọng này mà Perceval chuyển sự chú ý đến chính trị. Năm 1791 và 1792, ông xuất bản hai cuốn sách nhỏ vô danh, người đầu tiên ủng hộ việc tiếp tục luận tội của Warren Hastings và tư vấn cung cấp thứ hai cho những người muốn chống lại chủ nghĩa cực đoan. sự sẵn sàng này để góp phần tranh luận công khai về phía những người bị báo động bởi các tác động của cuộc cách mạng Pháp về chính trị Anh chắc chắn đã không có hại cho triển vọng của ông tại quầy bar. Ông được bổ nhiệm làm cố vấn cơ sở cho vương miện tại cuộc thử nghiệm của hai gốc ảnh hưởng nhất, Thomas Paine và John Horne Tooke, trong năm 1792 và 1794, và trong năm sau đã được thực hiện tư vấn cho Hội đồng quản trị thông qua ảnh hưởng Admiralty Chúa Arden. Hai năm sau đó, ông đã được thực hiện một KC và trở thành một hội viên trường luật tại Lincoln Inn; tại thời điểm này thực tế tư nhân của ông là trị giá khoảng # 1000 p.a.
Bởi bây giờ cuộc sống riêng tư và những xác tín của Perceval có đặc điểm đó đã thay đổi rất ít trong suốt phần còn lại của sự nghiệp của mình. Nhỏ tầm vóc - Chúa Eldon gọi ông là "Little P '- ông phóng đại da nhợt nhạt tự nhiên của mình bằng cách mặc quần áo thường màu đen, qua đó toát lên một không khí của zealousness. Ấn tượng được tạo ra không phải là một ảo tưởng. xúc trước Perceval với Phong Trào Tin Lành đã dẫn đến một cam kết để sống cuộc đời của một quý ông Christian - như đang ở trong những lời của một nhà bình luận, đạo Chúa nhân cách '. Trong suốt cuộc đời của mình, ví dụ, ông là người hào phóng nhất và từ thiện của những người đàn ông, cho đi một số tiền lớn để nhân tốt. Ngoài ra, ông là một sabbatarian nghiêm khắc, một nhà phê bình hăng của game, do say rượu, săn bắn, và ngoại tình, cũng như một người ủng hộ nhất quán của việc bãi bỏ chế độ nô lệ. Tuy nhiên, Phong Trào Tin Lành của ông là của các thương hiệu bảo thủ. Không giống như một số nhà truyền giáo, ông bác bỏ quan điểm cho rằng bất kỳ tập hợp của các tín hữu thành lập một nhà thờ, và là một upholder vững chắc của Giáo hội Anh. Từ niềm tin này chảy rất nhiều các chính sách công mà ông đã được liên kết: cải cách của nhà thờ được thành lập vào hình dạng của các biện pháp để giảm không cư trú, để cải thiện tiền sinh hoạt phí văn phòng, và để xây dựng nhà thờ ở thị trấn công nghiệp;, và nổi tiếng nhất, phản đối của mình để giải phóng Công giáo. Điều này đã được một phần dựa trên các căn cứ thực tế rằng trong khi thất bại trong việc xoa dịu Công giáo Ireland nó sẽ làm suy yếu giáo hội thành lập; và một phần trên sự kết hợp của millenarianism và cố chấp. Vì vậy, trong một cuốn sách nhỏ về lời tiên tri Kinh Thánh được xuất bản vào năm 1800 ông đã viết về cuộc Cách mạng Pháp như một công cụ của Thiên Chúa mệnh để tiêu diệt 'mê tín thuộc về quyền giáo hoàng'.
Perceval tôn giáo đã được kết hợp bởi cam kết của mình để cuộc sống gia đình. Chưa bao giờ thích giao du của thiên nhiên, anh đã kết hôn vào ngày 10 Tháng 8 năm 1790 với Jane Wilson, em gái của vợ anh trai và con gái của Sir Thomas Wilson, một cựu chiến binh và MP những người đã mua nhà The Manor của Percevals trong Charlton. Việc kết hôn, trong đó Sir Thomas đã chấp thuận trong quan điểm về những gì ông coi là triển vọng tài chính nghèo Perceval của, chứng tỏ là một lâu dài trận đấu tình yêu và sản xuất sáu người con trai và sáu đứa con gái. Hơn nữa vợ chia sẻ lòng tôn sùng tôn giáo và tham gia cùng anh hết lòng trong lời cầu nguyện hàng ngày, trong khóa học do, đã làm các phần còn lại của gia đình ông.

## Sự nghiệp chính trị

Đó là đặc trưng của Perceval mục nhập của mình vào chính trị là nhiều sáng kiến của người khác hơn là của riêng mình. Một thời gian ngắn trước khi Perceval mất lụa vào năm 1796, Pitt và thư ký nhà, công tước của Portland, coi ông cho secretaryship trưởng trống ở Ireland và ông bị ép phải chấp nhận bởi cả hai trung úy chúa, Chúa Camden, và chúa đầu tiên của Hải quân, Chúa Spencer - sau này đưa ra khiến của một ngồi chơi sơi nước. Perceval đã từ chối cơ hội, cầu xin sự gián đoạn việc bổ nhiệm sẽ gây ra cho gia đình và ác cảm của mình (và có lẽ của người khác) để sinecures. Hơn nữa ông trở lại quốc hội cho Northampton tại một cuộc bầu cử tháng 5 năm 1796 là để đáp ứng lời mời của người anh họ của mình, Chúa Compton, người đã thành công với một lãnh địa bá tước và muốn có một tenens locum cho đến khi người thừa kế của ông đến tuổi trưởng thành. Bầu mà không có một cuộc thi sau đó, Perceval đứng lại như một ứng cử viên Compton tại cuộc tổng tuyển cử vào cuối năm nay, giữ lại chỗ ngồi của mình trong một cuộc thi, trong đó ông đã từ chối liên minh với một người ủng hộ tiềm năng của chính quyền Pitt trong sự tôn kính với nhu cầu của sự quan tâm của gia đình.
Tuy nhiên, nó cũng là đặc trưng của Perceval rằng, một khi ông đã bị cuốn hút vào một lĩnh vực mới của sự nỗ lực, ông đã cống hiến cho nó nghiêm túc nếu thận trọng. Để làm cho một nhãn hiệu trong những năm 1790 một bài phát biểu tuyệt vời đã được yêu cầu. Perceval đã chắc chắn nhận thức được điều này và chuẩn bị dự thảo các bài phát biểu với việc chăm sóc tuyệt vời, nhưng không có gì mà ông đã phân phối thu hút được thông báo cho đến ngày 4 tháng 1 năm 1798 khi ông trả lời chỉ trích của các nỗ lực chiến tranh của BURDETT của Fox và trong một cuộc tranh luận về Thuế Bill Đánh Giá. Trong bài phát biểu của mình, ông biện minh việc tiếp tục chiến tranh và trừng phạt Fox cho cả sự ly khai của mình từ quốc hội và nhu cầu của mình cho cải cách tại một thời điểm của cuộc khủng hoảng quốc gia. Nó đã có hiệu lực, nếu không phải trong thực tế, bài phát biểu đầu tiên của mình và nhận được lời khen ngợi rộng rãi. Granville Leveson-Gower nghĩ rằng nó 'có một không hai' và Pitt đánh giá nó một trong những tốt nhất mà tôi từng nghe ".
Các bài phát biểu lập danh tiếng Perceval như là một nghị sĩ và là một bộ trưởng có thể trong tương lai. Pitt rõ ràng coi ông là một người thừa kế đủ điều kiện và bước lên bậc thang quy phạm pháp luật của chính quyền tiếp một cách nhanh chóng. Trong tháng 8 năm 1798, ông được bổ nhiệm làm cố vấn pháp luật của vũ khí và sau đó, vào năm 1799, luật sư, nói chung để các nữ hoàng. Về phần mình, Perceval nói thường xuyên hơn trong cuộc tranh luận và thường đóng vai trò như một nhân viên giao dịch của chính phủ. Bên cạnh đó tiếp tục tranh luận trường hợp cho các cuộc chiến tranh, trong đó ông đã từng xác định Bonaparte là người phụ nữ trong Khải Huyền 17: 3-6, "người [ngồi] trên một... con thú... mẹ của gái điếm... say rượu với máu của các thánh ", ông ủng hộ chiến lược của chiến dịch Hà Lan và Ai Cập gây tranh cãi, bảo vệ thuế thu nhập, và hỗ trợ các công đoàn với Ireland. Trong ngắn hạn, và với ngoại lệ của khu nghỉ mát lời tiên tri trong kinh thánh, ông là một người ngồi xem hát ở từng dưới triệt để.
Trong giai đoạn giữa từ chức Pitt trong tháng 2 năm 1801 và Lord Grenville của sáu năm sau đó - một khoảng thời gian đặc trưng của chính không ổn định và một gia tăng của phe quốc hội - Perceval đã trở thành một trong bốn ứng cử viên hàng đầu cho sự lãnh đạo của những người bạn của Brad Pitt, những người khác là Castlereagh, Canning, và Hawkesbury (sau này là bá tước thứ hai của Liverpool). Ông mua chứ không phải là theo đuổi vị trí đó. Giảm từ chức với Pitt trong câu hỏi Công giáo, ông được bổ nhiệm làm cố vấn pháp luật-chung (1801) và chưởng lý (1802) dưới Addington, giữ được vị trí trong chính quyền mới nhất của Brad Pitt, mặc dù chỉ sau khi quy định về chính trị. Vì thế, ông đã trở thành 'Pittites sĩ luật hàng đầu trong nghị viện tại một thời điểm khi các trường hợp, trong đó ông đã tham gia chống lại các gốc tự do Despard, Peltier, và Cobbett (1803-4) và bộ trưởng Lord Melville (1805), và ủng hộ công chúa của xứ Wales, người mà ông bảo vệ (1806-7), là cấu hình cao các vấn đề chính trị. Tuy nhiên, lý do chính cho độ cao của ông là khả năng của mình như là một nhà tranh luận. Ông là hậu vệ mạnh mẽ nhất của Bộ Addington sau đổi mới của cuộc chiến tranh năm 1803 và các nhà phê bình có hiệu quả nhất của Chúa Grenville của, nói sau đó trên hơn bảy mươi lần và cung cấp các điểm tập hợp cho một sự chống đối người ngồi xem hát ở từng dưới mới nổi.
Mặt khác, Perceval đã được nhiều hơn một người ủng hộ có kỹ năng của một ngắn gọn bên. Ông đã phát triển bộ mang phong cách riêng của chính ông về quan điểm, thành phần trong đó kêu gọi cánh khác nhau của Pitt của đảng: phe đối lập để giải phóng Công giáo và cải cách quốc hội; hỗ trợ cho việc bãi bỏ việc buôn bán nô lệ và quy chế lao động trẻ em; và một quyết tâm tiếp tục với chiến tranh. Hơn nữa, mặc dù ông không thu nhận sau cá nhân, ông đã chứng tỏ một khả năng phán đoán độc lập và lãnh đạo. Trong thời gian giáo Grenville, ví dụ, ông thường dẫn cho phe đối lập và từ chối nỗ lực tuyển anh vào chính phủ trên cơ sở khác biệt chính sách và trung thành với đồng nghiệp của mình.

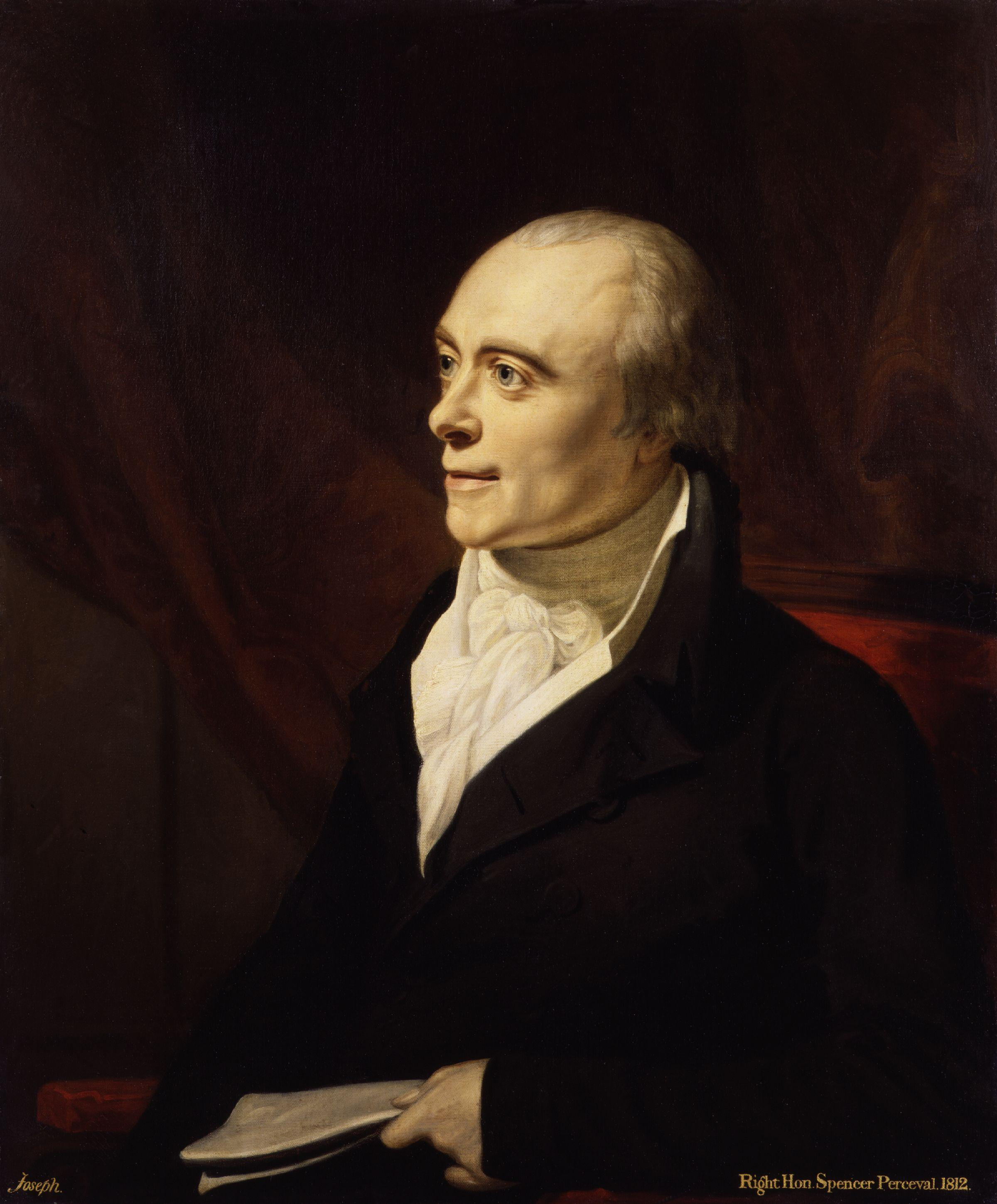
Spencer Perceval, bức tranh của George Francis Joseph, 1812

Do đó, không nghi ngờ gì Perceval có thể chỉ huy văn phòng cao trong chức vụ người ngồi xem hát ở từng dưới hình thành tháng 3 năm 1807 về ốm yếu nên ốm yếu dừng khoảng cách Thủ tướng, các công tước của Portland, sau sự sụp đổ của chính phủ Grenville về câu hỏi Công giáo. Thật vậy tuyên bố của ông là đặc biệt mạnh mẽ như ông là thành viên duy nhất của tứ tấu của các nhà lãnh đạo tương lai người ngồi xem hát ở từng dưới có mức độ đối lập để giải phóng giáo trùng với của nhà vua. Portland do đó cung cấp các Perceval chancellorship của kho bạc với các 'dẫn' trong Commons, sau này, có lẽ, vì sự kỳ vọng bằng nhau của các đối thủ mới nổi cho các thừa kế Pitt, Castlereagh và Canning. Tuy nhiên, nhiều đến kinh ngạc của các đồng nghiệp và bạn bè của mình, Perceval ban đầu đã từ chối kho bạc, cầu xin như lý do của mình sở thích của mình cho các luật sư-chiến thuật (và tiếp tục hành nghề của mình), sự bất cập trong thu nhập của # 3700 pa, và sự chán ghét của mình cho các 'tài chính và các lao động' của bài đăng sẽ liên quan. Nó đã được chỉ sau vài ngày thảo luận rằng ông đã thuyết phục để thay đổi tâm trí của mình, các viên thuốc được làm ngọt bằng những bài bổ sung của công tước của Lancaster nâng lương hàng năm # 4000. Một lần nữa ông đã bị kéo vào một vị trí chứ không phải là đã đánh dấu nó ra cho chính phủ himself.The Portland trong đó Perceval do đó trở thành một phần đã được đối mặt với hai vấn đề nổi bật: bá chủ châu Âu của Bonaparte, và trong số ít nhất, một trong những quốc hội mạnh nhất đối lập kể từ thập niên 1780 đầu. trách nhiệm chính Perceval tại kho bạc là tìm ra các biện pháp kinh tế để đối đầu với những mối đe dọa từ nước ngoài. Điều này ông đã làm bằng cách đóng khung các đơn đặt hàng trong hội đồng mà đặt dưới phong tỏa tất cả các bến cảng mà tàu Anh bị loại trừ bởi nghị định Berlin Bonaparte của năm 1806; và do ngân sách năm 1808 và 1809 trong đó, trong khi áp đặt không có thuế mới, thực hiện nền kinh tế trong chi tiêu và tăng các khoản vay cho các nỗ lực chiến tranh ở mức giá rất ưu đãi. Không ai trong số những chính sách này là cuốn tiểu thuyết: các đơn đặt hàng đã thu hút rất nhiều cho lập luận trên 1.805 cuốn sách nhỏ James Stephen về chủ đề này; và ngân sách Perceval của là phù hợp với quan điểm chính thống của thời gian mà nền kinh tế không thể chịu đựng thêm nhiệm vụ taxation.The đối đầu với đối phương như lãnh đạo của Commons tỏ ra nhiều đòi hỏi và tranh cãi. Mặc dù không có nghĩa là thống nhất trong mục đích, các yếu tố của phe đối lập harried Bộ về các vấn đề của sự giải phóng giáo, tiến hành các cuộc chiến (bao gồm cả các vấn đề có liên quan của sự thụt kết bị cáo buộc của chỉ huy trưởng, công tước xứ York), và liên tục nhất là kết quả của các yêu cầu và báo cáo của một ủy ban Commons tài chính, sự bảo trợ bị cáo buộc quá mức có sẵn cho các bộ trưởng qua các địa danh, lương hưu, sinecures, reversions, và mua số ghế trong parliament.After một khởi đầu do dự Perceval trả lời với một kháng thành công. đứng kiên quyết nhất của ông đã được đưa vào các câu hỏi giáo. Trong bài nói chuyện với cử tri Northampton tại cuộc bầu cử sau cuộc hẹn của mình đến văn phòng tháng 3 năm 1807 ông bị đóng đinh màu sắc của mình chặt với chủ đề "Không có giáo hội la mã" - một chủ đề mà đã trở thành một ca phổ biến tại các cuộc tổng tuyển cử tiếp theo. Sau đó, ông phản đối sự gia tăng của các cấp hàng năm để Maynooth College và dẫn đầu phe đối lập thành công theo đơn yêu cầu của Công giáo năm 1808. Về những vấn đề khác, tuy nhiên, ông đã chuẩn bị thỏa hiệp. Trong trường hợp của quốc phòng của công tước xứ York, ví dụ, ông đã thực hiện xuất sắc trong ngôi nhà như tư vấn của công tước, nhưng cũng đủ thực tế để nhận ra rằng phần lớn mà ông bảo đảm cho một lời biện hộ vô tội sẽ bay hơi trừ khi công tước từ chức. Đây là một lời khuyên rằng nhà vua và công tước accepted.Perceval không kém thực tế về bảo trợ Bộ và quyền lực. Những người ủng hộ triệt để nhất của cải cách tìm kiếm tiết lộ đầy đủ của tất cả các nơi và lương hưu được tổ chức bởi các nghị sĩ, việc bãi bỏ bài thâu hồi, và nghiêm cấm việc mua ghế trong quốc hội; đây là những hors-d'oeuvres cho món ăn căn bản chính của "cải cách quốc hội", viết tắt cho một phần mở rộng của nhượng quyền thương mại và phân phối lại một chỗ ngồi. Perceval mình không có thời gian cho lương hưu và reversions nhưng ông nhận ra rằng hình thức hiện có của chính phủ có thể được duy trì chỉ bằng một số biện pháp bảo trợ Bộ và đã ý thức được rằng anh trai của mình, Arden, là một trong những sinecurists nhất phú. Do đó ngài tìm đến trung bình chứ không phải là chống lại đòi hỏi triệt. về việc công bố địa điểm và lương hưu với ông thuyết phục thành công tài trợ của mình để yêu cầu tên của tất cả người chứ không phải chỉ những người của các nghị sĩ. Điều này có tác công bố trì hoãn cho đến năm 1810. Trong trường hợp của một dự luật để đưa đến một kết thúc bổ nhiệm vào chức thâu hồi - một vấn đề mà xúc động chặt chẽ nhất lợi ích Arden - ông chuyển động chiếc phong tỏa của nó trong các chúa vào năm 1807 và cuối cùng đã đến một thỏa thuận với nhà tài trợ của mình, hạn chế hoạt động của nó đến một năm. Đối với việc bán ghế trong quốc hội, ông suy yếu thành công dự luật Curwen của 1809 được thiết kế để mang lại sự thực hành để kết thúc. Tuy nhiên, sự linh hoạt của mình ngừng cho về vấn đề cải cách của quốc hội, ông bày tỏ một lần nữa, phe đối lập không đội trời chung.

## Thủ tướng Vương quốc Liên hiệp Anh và bắc Ireland (1809 - 1812)
Vào tháng 8 năm 1809, William Cavendish-Bentinck, công tước của Portland bị đột quỵ. Với sự khuyến khích của nhà vua, các đồng nghiệp của mình ngay lập tức thiết lập về quyết định một kế. Những điềm báo cho thảo luận bình tĩnh và hợp lý khó có thể được unpropitious hơn. Trước đó trong năm Canning, các bộ trưởng ngoại giao, đã đe dọa sẽ từ chức vì những gì ông coi như một sự bất lực của Castlereagh, thư ký tại chiến tranh. Kết quả là nhà vua đã bịa ra một kế hoạch để chuyển giao trách nhiệm cho cuộc chiến tranh từ Castlereagh để Canning. Tuy nhiên, kế hoạch này phụ thuộc vào phúc Castlereagh Vẫn giữ trong bóng tối cho đến khi kết thúc phiên họp quốc hội, do đó thời gian các cuộc thám hiểm quân sự để Walcheren, mà ông đã lên kế hoạch và trên đó những hy vọng chiến tranh đã được cài, sẽ diễn ra. Như chi tiết của kế hoạch này được biết đến với một vòng tròn mở rộng của các thành viên nội các nhưng chưa đến Castlereagh không may, những âm mưu và chống phá phát triển mạnh mẽ.
Perceval đáp lại những phát triển vinh dự và thực tế. Ông phản đối sự lừa dối của Castlereagh và đe dọa sẽ từ chức nếu nó được thực hiện thông qua. Còn đối với thủ tướng, mà ông ấy rõ ràng là ứng cử viên hàng đầu, ông đã viết về nó như là một đề xuất cực kỳ hấp dẫn cho sự tồn tại "của rất nhiều... có tầm quan trọng ngang bằng hoặc gần bằng 'trong nội các. Eschewing bất kỳ sự háo hức cho nó cho mình ông đề nghị bạn mình Chúa Harrowby để Canning vào cuối tháng Tám.

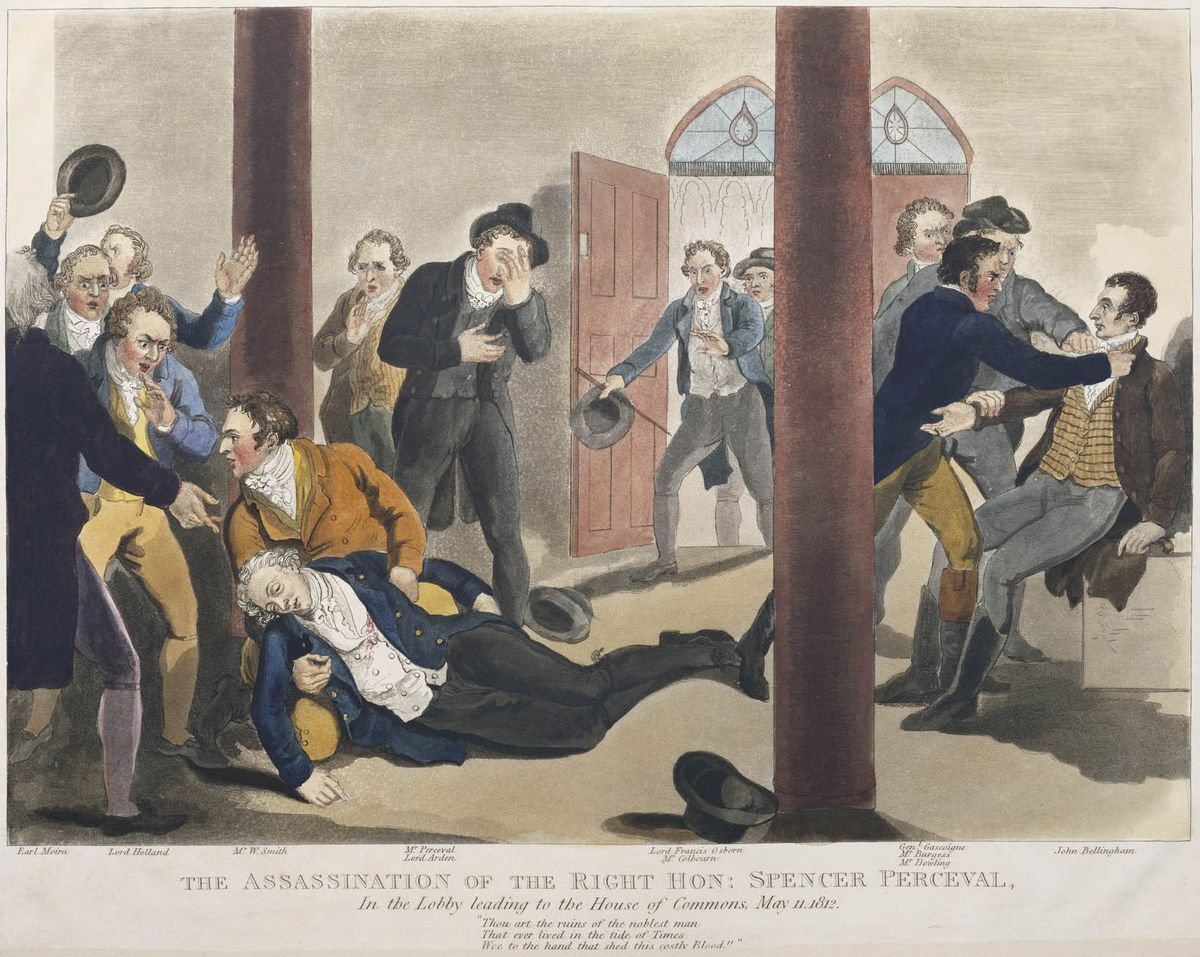
Vụ ám sát Spencer Perceval, 11 tháng 5 năm 1812

Việc lựa chọn một kế mất một tháng nữa đàm phán phức tạp. Canning trả lời đề nghị của Harrowby với quan điểm rằng người kế nhiệm của Portland phải ở trong viện và cũng chỉ ra rằng bản thân ông sẽ không phục vụ dưới Perceval. Perceval, về phần mình, xem xét xem nhân phẩm của mình sẽ cho phép anh ta để phục vụ dưới Canning nhưng rồi lại một lần Liverpool và những người khác đã nói rằng họ sẽ không làm như vậy. Canning sau đó rút lui khỏi cuộc thi và, sợ rằng ông và những người sẽ bỏ phiếu chống lại họ, Perceval và các đồng nghiệp của ông đã mở một cuộc đàm phán cho một chính phủ liên minh với các nhà lãnh đạo đối lập, lãnh chúa Grenville và Xám, Perceval bày tỏ sự sẵn sàng để phục vụ dưới hoặc như là nhà Thư ký. Điều này cũng đến không có gì, với kết quả là vào ngày 30 tháng 9 nội các đề nghị Perceval cho nhà vua là người kế vị của Portland. Nhà vua không 'tạm dừng' trong việc chấp nhận đề nghị của họ và Perceval trả lời trên 02 Tháng Mười rằng mặc dù ông không được tìm thấy 'muốn trong khi gắng sức, trong ngành công nghiệp, trong lòng nhiệt thành và hoàn thành nhiệm vụ... trong tài năng và quyền lực, anh cảm thấy khiếm khuyết lớn của ông cho một trạm như vậy trong thời gian khổ như vậy '. Khi những lời nói và hành vi trước đây của ông cho thấy, nó không phải là một tiến bộ, ông đã thiết kế hoặc tìm kiếm.
Perceval vẫn tỏ ra là một thủ tướng khá kiên cường. Trách nhiệm chính của ông là xây dựng và duy trì một chính quyền mạnh tại là những gì một thời điểm quan trọng trong cuộc chiến. Các rơi ra người bạn của Brad Pitt và sức mạnh tính toán của các nhóm đối lập thực hiện điều này là một nhiệm vụ khó khăn bất thường. Như một kết quả của sự khác biệt của họ so với kế đến Portland, Canning từ chối đóng một phần và mất với ông ba người theo mình. Ngoài ra, Perceval đã không thể đi đến thỏa thuận với ba cựu sinh viên người ngồi xem hát ở từng dưới khác, lãnh chúa Hardwicke, Sidmouth, và Melville, cuối cùng hai người trong số họ chỉ huy nhóm quốc hội có ý nghĩa của riêng mình. Một tiếp tục thiết lập lại xảy ra khi ông buộc phải tiếp tục làm thủ tướng của kho bạc, thời gian này unsalaried, như là kết quả của một chuỗi các từ chối để điền vào bài. tủ chín người đàn ông của mình, trong đó chỉ có hai thành viên trong Commons, là vì thế không thể chỉ huy trung thành vững chắc của tất cả các nhân vật quan trọng trong đảng của ông.
Hơn nữa các vấn đề chính trị Perceval phải đối mặt trong năm đầu tiên của mình trong văn phòng của họ đặc biệt nghiêm trọng. Trong phiên họp quốc hội năm 1810 chính phủ đã được ép cứng, chủ yếu vào những gì hóa ra là một Walcheren thám hiểm tai hại, mà còn về các thành phần của ủy ban tài chính: trong thực tế, nó đã bị đánh bại trong sáu bộ phận chính của Commons, trong một số trường hợp như là kết quả của sự phản đối của Canning, Castlereagh, và ngay cả những ban nhạc nhỏ của các nghị sĩ người chia sẻ Phong Trào Tin Lành Perceval - chiếc 'Thánh'. Hơn nữa một đòn chí tử đã được giao trong tháng Mười, khi nhà vua, chỗ dựa chính của chính phủ Perceval trong những trung lập trong quốc hội, mất sự tỉnh táo.
Perceval ở chức thủ tướng từ ngày 4 tháng 10 năm 1809 cho đến khi bị ám sát vào ngày 11 tháng 5 năm 1812 ở tuổi gần 50 tại Westminster, Luân Đôn, Anh.

## Bị ám sát

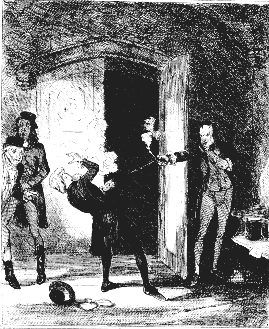
Vụ ám sát Spencer Perceval, 11 tháng 5 năm 1812

Vào thứ hai ngày 11 tháng 5 năm 1812, khi đang khi đang trên đường đến tham dự cuộc điều tra vào các đơn đặt hàng trong Hội đồng, và lúc đang đi tới sảnh của cuộc điều tra thì một tay súng bắn trúng vào ngực Spencer Perceval. Sau đó, Perceval rơi xuống sàn nhà. Trước khi chết, ông nói ''Oh my gost! I'm die''. Vụ ám sát diễn ra vào lúc 5 giờ 15 chiều. Sau đó, John Bellingham đã bị bắt giữ và đó là lý do mà cuộc điều tra phải tạm dừng.